# Pyotr Mikhailovich Gavrilov
Pyotr Mikhailovich Gavrilov (tiếng Nga: Пётр Михайлович Гаврилов; 1900-1979) là một sĩ quan phục vụ trong Hồng quân Liên Xô. Ông là một trong những sĩ quan chỉ huy nổi tiếng nhất của Liên Xô đã tham gia cuộc chiến bảo vệ pháo đài Brest năm 1941. Sau chiến tranh, ông được phong danh hiệu Anh hùng Liên Xô vào năm 1957.

## Thời gian trước chiến tranh Xô-Đức
P. M. Gavrilov sinh ngày 17 tháng 6 (30 tháng 6 theo lịch mới) năm 1900, tại làng Alvidino (tên tiếng Tartar là Aelbaedaen (Әlbәdәn)) thuộc huyện Laishevsky, tỉnh Kazan (hiện nay là huyện Pestrechinsky, Cộng hòa Tatarstan thuộc Liên bang Nga). Ông là một người Tartar chính cống. Cha của P. M. Gavrilov qua đời trước khi ông được sinh ra (một số tài liệu khác nói P. M. Gavrilov mồ côi cha khi đã được 1 tuổi). Đến năm 15 tuổi ông lên Kazan kiếm sống và được nhận vào làm công nhân trong một nhà máy.
Khi Cách mạng Tháng Mười bùng nổ, P. M. Gavrilov tham gia thành lập chính quyền Xô Viết ở Kazan. Mùa xuân năm 1918, ông tình nguyện gia nhập Hồng quân, chiến đấu chống lại quân Bạch vệ của Kolchak, Denikin và dẹp thổ phỉ ở miền Bắc Kavkaz. Ông ở lại trong quân ngũ sau chiến tranh và đến năm 1922 thì gia nhập Đảng Cộng sản. Đến tháng 9 năm 1925 ông tốt nghiệp Trường Bộ binh Vladikavkaz và đến phục vụ ở vùng Kavkaz; tại đây ông lấy vợ và nhận nuôi một cậu bé mồ côi. Đến năm 1939 ông tốt nghiệp Học viện Quân sự Frunze. Trong quân ngũ ông dần dần được thăng cấp tới thiếu tá và được giao chỉ huy trung đoàn bộ binh số 44.
Năm 1939-1940 P. M. Garvilov tham gia Chiến tranh Liên Xô-Phần Lan. Sau chiến tranh đơn vị của ông được điều đến miền Tây Belarus và đến tháng 5 năm 1941 thì đến đồn trú ở Brest.

## Tham gia bảo vệ pháo đài Brest
Ngày 22 tháng 6 năm 1941, Đức Quốc xã đơn phương xé bỏ hiệp ước không tương xâm, mở đợt tấn công quy mô lớn vào lãnh thổ Liên Xô. Trong cuộc chiến tại Pháo đài Brest, P. M. Gavrilov đã chỉ huy tiểu đoàn số 1 của trung đoàn ông cùng với các toán quân bị cô lập của trung đoàn bộ binh số 333, 125 chiến đấu tại cống Bắc của tòa nhà Kobrin. Tổng cộng đội quân của ông có khoảng 400 người cùng với 2 súng chống tăng, vài khẩu súng phòng không 45 ly và 4 súng máy. Sau nhiều ngày chống cự ngoan cường, đến ngày 30 tháng 6, Đồn Đông bị hạ và đội quân của P. M. Gavrilov (lúc này chỉ còn 12 người với 4 súng máy) rút vào trú ẩn trong các hầm ngầm của pháo đài. Ông cùng các đồng đội tiếp tục tổ chức kháng cự cho đến khi bị bắt vào ngày 23 tháng 7 trong tình trạng hôn mê bất tỉnh. Gavrilov đã bắn đến viên đạn cuối cùng mà không dành cho mình viên nào.
Theo các ghi chép của những bác sĩ Đức điều trị cho P. M. Gavrilov, lúc bị bắt ông ở trong tình trạng như sau:
| “                                                    | Thiếu tá bị bắt làm tù binh khi đang vận quân phục, nhưng toàn bộ quần áo của ông đã rách bươm xơ mướp, mặt phủ đầy khói thuốc súng và bụi bặm cùng với bộ râu mọc quá cỡ. Ông bị thương, bất tỉnh và ở trong tình trạng vô cùng kiệt sức. Cơ thể ông chỉ còn da bọc xương theo đúng nghĩa đen. Ông ở trong tình trạng kiệt sức tới mức không thể tự nuốt được và các bác sĩ phải cho ông ăn uống bằng phương pháp nhân tạo để giữ lấy mạng sống. Tuy nhiên những người lính Đức bắt ông và đem ông về trại đã báo cáo với bác sĩ rằng: người đàn ông này, với cơ thể chỉ còn sống thoi thóp trong một hầm ngầm của pháo đài, trước khi bị bắt chỉ một giờ đã chiến đấu dữ dội, đã ném lựu đạn, bắn súng lục, đã giết và làm bị thương một vài lính Đức. | ” |
| — S. S. Smirnov, Pháo đài Brest, ấn hành năm, 1965., | |   |

Sau khi bị bắt, Gavrilov bị giam trong các trại tập trung ở Hammelburg và Ravensbrück cho đến tháng 5 năm 1945. Trong thời gian bị giam ông là bạn thân của Trung tướng công binh Dmitry Karbyshev, người đã bị lính Đức xử tử vào tháng 2 năm 1945 bằng hình thức bỏ ngoài trời cho chết cóng.

## Sau chiến tranh
Sau khi được giải thoát khỏi trại tập trung của Đức, thật không may P. M. Gavrilov mất thẻ đảng và vì vậy đã bị khai trừ khỏi Đảng Cộng sản Liên Xô. Tuy nhiên sau đó, đến mùa thu 1945 ông được cử làm chỉ huy một trại tù binh Nhật đóng ở Siberia. Tại đây ông nhận được một số khen thưởng trong công tác (người ta cho rằng ông đã ngăn chặn được dịch thương hàn lây lan trong số các tù binh Nhật, cũng như hạn chế được các vụ lạm dụng từ phía các sĩ quan Nhật). Đến năm 1946, một tai họa khác giáng xuống đầu Gavrilov khi ông bị bắt và đưa vào trại tập trung GULAG do "tội" đã để cho quân Đức bắt làm tù binh. Ông bị giam ở đây cho đến năm 1955. Sau khi được phóng thích, P. M. Gavrilov đến Tatarya và sau đó là Krasnodar, tại đây ông gặp lại vợ và con mình, những người mà ông đã xa cách suốt từ hồi đầu chiến tranh.
Sau cơn bĩ cực cũng đến hồi thái lai. Năm 1956, một loại tài liệu mang tên "Tìm kiếm những Anh hùng của Pháo đài Brest" (В поисках героев Брестской крепости) của Sergey Sergeyeich Smirnov đã được hoàn tất và đến năm 1957 nó được ấn hành dưới cái tên "Pháo đài Brest" (Брестская крепость). Nhờ đó thanh danh và tư cách đảng viên của Gavrilov đã được khôi phục. Ông được để cử nhận danh hiệu Anh hùng Liên Xô và cuối cùng, sắc lệnh số 10807 ngày 30 tháng 1 năm 1957 của Chủ tịch đoàn Xô Viết Tối cao đã trao tặng danh hiệu Anh hùng Liên Xô, Huân chương Lenin và huy chương Sao Vàng cho P. M. Gavrilov để tôn vinh "sự thể hiện mẫu mực về nghĩa vụ trong việc bảo vệ pháo đài Brest năm 1941, và để biểu lộ sự dũng cảm và chủ nghĩa anh hùng" của ông.
Trong giai đoạn cuối đời, Gavrilov đã đi du lịch suốt vòng quanh lãnh thổ Liên Xô và tích cực tham gia vào công tác xã hội. Từ năm 1968 đến lúc mất ông sống ở Krasnodar tại ngôi nhà số 103 đường Svetlaya (đến năm 1980 con đường này được đặt theo tên ông).
P. M. Gavrilov qua đời vào ngày 26 tháng 1 năm 1979 tại Krasnodar. Ông được mai táng với đầy đủ nghi thức quân đội tại Nghĩa trang Tưởng niệm Brest.

## Tưởng niệm
- Tên của P. M. Gavrilov được đặt cho các con đường ở Kazan, Brest, Krasnodar và Pestretsy.
- Một nông trang ở sinh quán Alvidino cũng được mang tên Gavrilov.
- Một đỉnh núi tại Trung Thiên Sơn được đặt theo tên ông.

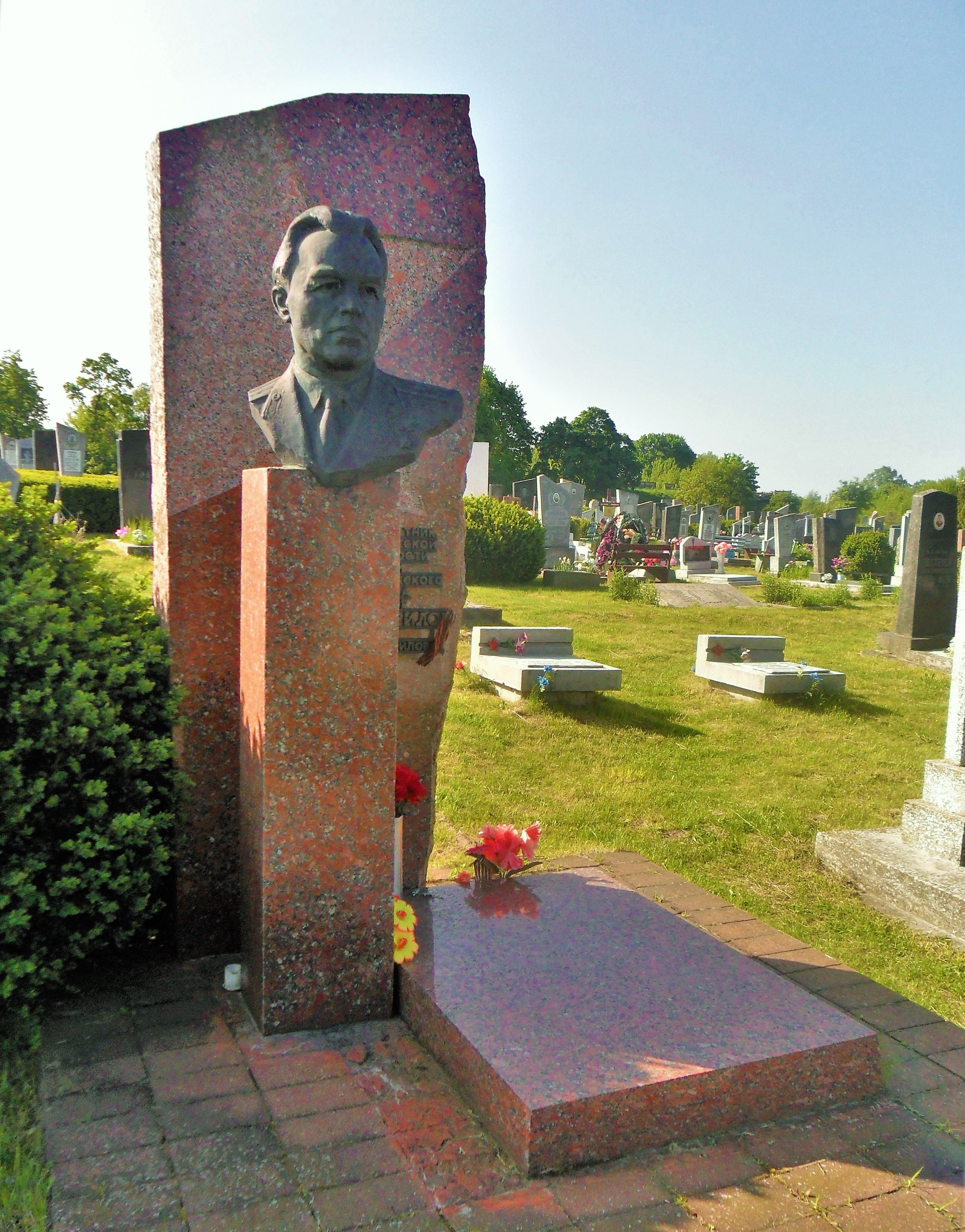
Ngôi mộ của P. M. Gavrilov tại nghĩa trang tưởng niệm Brest.
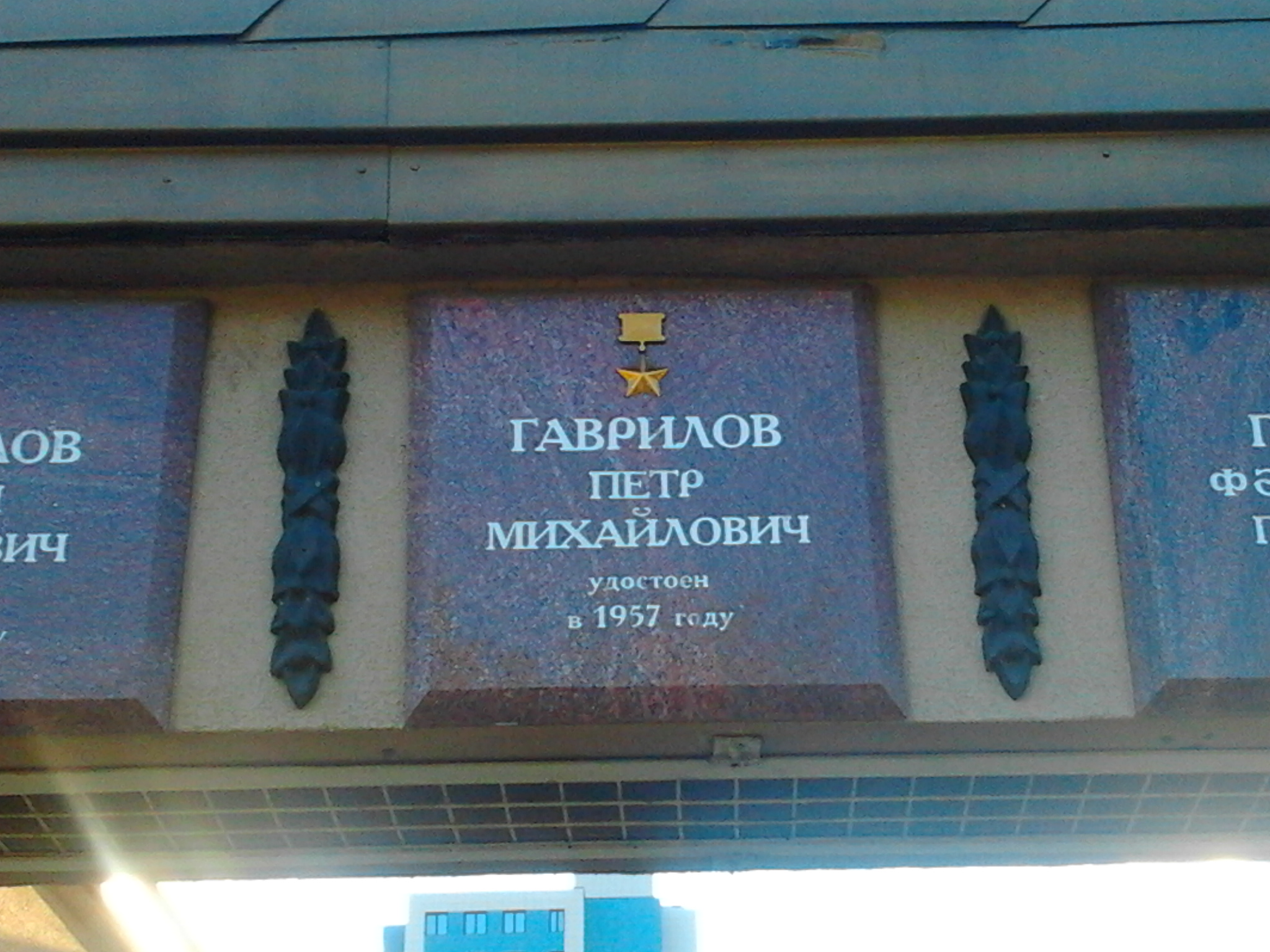
Bia tưởng niệm P. M. Gavrilov tại Công viên Chiến thắng Kazan.

## Hình tượng của P. M. Gavrilov trong văn học nghệ thuật
Hồi ký của P. M. Gavrilov đã được xuất bản 2 lần ở Krasnodar: lần thứ nhất năm 1975 và lần thứ hai năm 1980.
Nhân vật P. M. Gavrilov cũng từng xuất hiện trong một số phim điện ảnh:
- Phim "Những người đồn trú bất tử" (Бессмертный гарнизон) sản xuất năm 1956.
- Phim "Cuộc chiến ở Moskva" (Битва за Москву) sản xuất năm 1985 (do Romualds Ancāns thủ vai).
- Phim "Pháo đài Brest" (tiếng Belarus: Берасьцейская крэпасьць, tiếng Nga: Брестская крепость) sản xuất năm 2010 (do A. V. Korshunov thủ vai).